# Riervescemont
Riervescemont es una comuna francesa situada en el departamento del Territorio de Belfort, de la región de Borgoña-Franco Condado.
Los habitantes se llaman Rosemontois

## Geografía
Está ubicada a 15 km al norte de Belfort et fronteriza del Alto Rin.

## Historia
Entre 1871 y 1918, estaba en la frontera con Alemania.

## Demografía
| 187 | 53 | 56 | 42 | 48 | 43 | 50 | 72 | 105 |
| Para los censos de 1962 a 1999 la población legal corresponde a la población sin duplicidades (Fuente: INSEE [Consultar]) |    |    |    |    |    |    |    |     |